# 셰니스역
셰니스역(독일어: Bahnhof Schänis)은 스위스 장크트갈렌주의 셰니스 지자체에 있는 기차역이다. 이 역은 라퍼스빌-치겔브뤼케선에 있다.
역은 우츠나흐, 장크트갈렌, 자르간스 및 치겔브뤼케를 통해 루프 주위에서 양방향으로 운영 되는 장크트갈렌 S-반 서비스 S4와 우츠나흐와 치겔브뤼케를 통해 라퍼스빌과 슈반덴을 연결하는 서비스 S6에 의해 연결된다. 두 열차 모두 매시간 운행되며 우츠나흐와 치겔브뤼케까지 30분 간격으로 운행된다.

## 운행편
2020년 12월 시간표 변경에 따라 다음 서비스가 셰니스에서 정차한다.
- 장크트갈렌 S-반 :
  - S4 : 자르간스와 장크트갈렌을 경유하여 매시간 운행(순환 노선).
  - S6 : 치겔브뤼케를 경유하여 라퍼스빌과 슈반덴 사이를 매시간 운행